# Gewagtes Spiel (1938)
Gewagtes Spiel (Originaltitel: Break the News) ist eine britische Filmkomödie von René Clair aus dem Jahr 1938. Als literarische Vorlage diente der Roman Le Mort en fuite von Loïc Le Gouriadec.

## Handlung
Die bisher erfolglosen Revuesänger Teddy Enton und François Verrier träumen von einer großen internationalen Karriere. Vor den Augen des amerikanischen Bühnenstars Grace Gatwick wollen sie in London eine neue Show vorführen, singen aber letztlich vor leeren Zuschauerrängen. Um für Aufsehen erregende Schlagzeilen zu sorgen und auf diese Weise berühmt zu werden, hecken sie einen raffinierten Plan aus: Zum Schein soll der eine den anderen umbringen.
Ihre Täuschung gelingt und François wird als vermeintlicher Mörder sofort festgenommen, während sich Teddy an der Riviera versteckt. Erst kurz bevor François hingerichtet wird, soll Teddy zurückkehren und damit seinen Freund werbewirksam vor der Todesstrafe bewahren. Doch ihr Plan geht nicht auf, denn es ist Grace Gatwick, die sich mit dem Prozess geschickt ins Rampenlicht bringt. 
Zudem wird Teddy von einer osteuropäischen Spionin namens Sonia mit einem politischen Aufständler verwechselt und daraufhin nach Bosvinien, einem diktatorischen Balkanstaat, verschleppt, wo er seinerseits als Staatsfeind zum Tode verurteilt wird. Während François in seiner Zelle seine Memoiren schreibt, kann Teddy schließlich aus Bosvinien flüchten und gerade noch rechtzeitig François’ Exekution verhindern. 

## Hintergrund
Loïc Le Gouriades Roman Le Mort en fuite wurde bereits 1936 in Frankreich verfilmt. 1954 entstand eine weitere Verfilmung unter dem Titel Les Deux font la Paire. René Clairs britische Version von 1938 wurde in den Pinewood Studios gedreht. Cole Porter komponierte für den Film den Song It All Belongs to You, der von Jack Buchanan gesungen wurde. Buchanan schrieb mit Van Phillips zudem das Lied We’re Old Buddies, das er mit Maurice Chevalier im Duett vortrug.
Gewagtes Spiel wurde am 21. Mai 1938 in Frankreich uraufgeführt und kam im Juni desselben Jahres in die britischen Kinos. In Deutschland wurde die Filmkomödie 1938 zwar noch vor dem Zweiten Weltkrieg synchronisiert und bei Sondervorführungen, unter anderem am 14. Oktober 1938, gezeigt, ging aber erst 1956 in den deutschen Verleih.

## Kritiken
„Im Rahmen der konventionellen Geschichte ein sehr unterhaltsamer und formal hervorragender Film aus René Clairs ‚englischer‘ Schaffenszeit“, befand das Lexikon des internationalen Films.
Bosley Crowther von der New York Times zeigte sich seinerzeit enttäuscht und meinte, man könne anhand des Films kaum darauf schließen, dass der Regisseur tatsächlich René Clair sei, der zuvor einige herausragende Filme gedreht habe. Gewagtes Alibi sei eine „mäßig amüsante Komödie mit Musik“, die nur selten „den alten Witz und Humor Clairs“ durchscheinen lasse. Clair habe einiges an Potential in Sachen Humor und Spannung verschenkt. Auch die Vorstellungen der Schauspieler wirkten „uninspiriert“, und selbst dem Song von Cole Porter „fehlt der Schwung“.

## Auszeichnungen
Bei den Internationalen Filmfestspielen von Venedig im Jahr 1938 erhielt der Film für seine Handlung eine besondere Empfehlung.

## Deutsche Fassung
Eine deutsche Synchronfassung entstand nach dem Dialogbuch von Ernst Kammerer unter der Dialogregie von Eduard Wiemuth und Werner Jacobs.
| Rolle            | Darsteller        | Synchronsprecher |
| ---------------- | ----------------- | ---------------- |
| Teddy Enton      | Jack Buchanan     | O. E. Hasse      |
| François Verrier | Maurice Chevalier | Werner Pledath   |
| Grace Gatwick    | June Knight       | Inge Schmidt     |
| Sonia            | Marta Labarr      | Anne Kersten     |
| Helena           | Gertrude Musgrove | Herta Schröder   |